# Calanhel
Calanhel é uma comuna francesa na região administrativa da Bretanha, no departamento Côtes-d'Armor. Estende-se por uma área de 14,45 km². Em 2010 a comuna tinha 225 habitantes (densidade: 15,6 hab./km²).